# Qaanaaq (gemeente)
Qaanaaq is een voormalige gemeente in Groenland, in het landsdeel Avannaa. De gemeente was vernoemd naar de grootste stad, Qaanaaq, tevens de hoofdplaats van de gemeente. Op 1 januari 2009 is de gemeente opgeheven en opgegaan in de gemeente Qaasuitsup. De gemeente had een oppervlakte van 225.500 km², waarvan het grootste deel uit ijskap bestaat.
In de gemeente woonden meer dan 850 mensen, waarvan 640 in de stad Qaanaaq. Behalve Qaanaaq zijn er nog een aantal plaatsen in de voormalige gemeente: 
- Siorapaluk met 87 inwoners. Dit is de meest noordelijke plaats op aarde die vanzelf is ontstaan en niet door een beslissing van hogerhand, op 77°28 Noorderbreedte
- Savissivik met 78 inwoners in het zuiden van de gemeente
- Qeqertat met 22 inwoners (op het hoofdeiland van de Harward Øer)
- Moriusaq met 21 inwoners, op 30 km afstand van het vliegveld Thule
- Qeqertarsuaq met slechts 2 inwoners, op het eiland Herbert Ø.

Elk van deze dorpen verliest gestaag inwoners, mensen trekken stuk voor stuk naar de stad Qaanaaq. 78 km ten noordwesten van Siorapaluk ligt Etah, een verlaten dorp dat vroeger de noordelijkste stad op aarde was, op 78°19' Noorderbreedte.
In de voormalige gemeente ligt de luchthaven Thule, een Amerikaanse luchtvaartbasis, die onderdeel uitmaakt van de strategische verdedigingslinie van het Amerikaanse leger. Vlak bij Qaanaaq is een van de hoogste gebouwen ter wereld, de radiomast Thule.